# Oxford Street

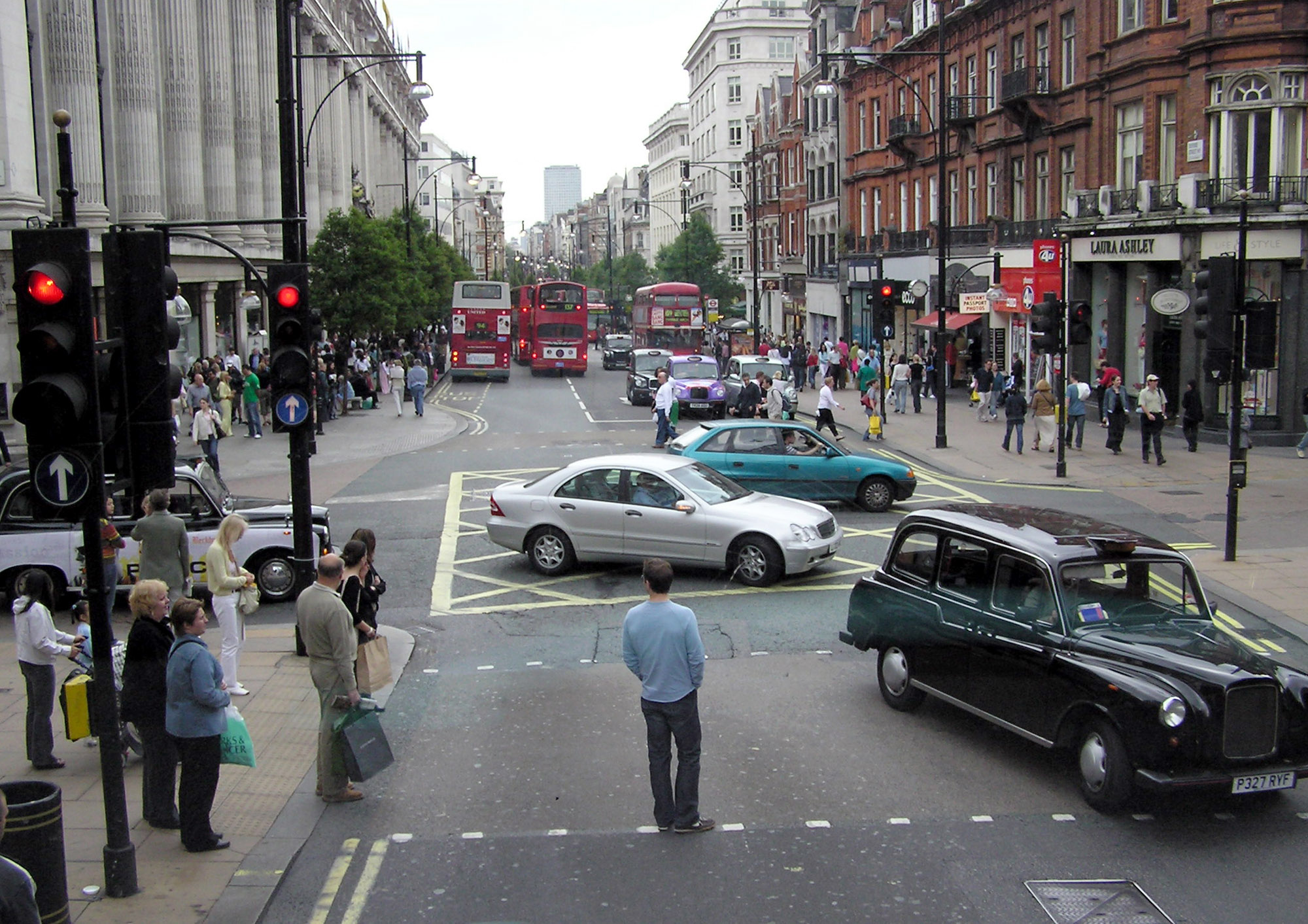
Oxford Street

Oxford Street és un dels grans carrers de Londres, Anglaterra, situat en la Ciutat de Westminster, i un dels carrers comercials més famosos del món. Amb més de 300 botigues, és el carrer comercial més gran del món. Ocupa aproximadament uns 2.000 metres des de Marble Arch en el cantó nord-est de Hyde Park, continua per Oxford Circus fins a St Gile's Circus, cap a la intersecció amb Charing Cross Road i Tottenham Court Road. A l'oest de Marble Arch, Oxford Street es converteix en Bayswater Road o la A40 la qual continua cap a l'oest cap a Oxford. Oxford Street té intersecció amb altres carrers londinencs famosos, incloent Park Lane, New Bond Street i Regent Street.